# Trào lưu Nhật Bản
Trào lưu Nhật Bản hay Nhật lưu là sự lan toả văn hoá trẻ và văn hóa đại chúng Nhật Bản, chủ yếu tại các nước Á Đông như Trung Quốc, Hồng Kông, Đài Loan, Hàn Quốc và Việt Nam, trong đó manga là trọng tâm chủ yếu.

## Tổng quan
Trong xu hướng thời hiện đại ngày nay, nhiều quốc gia ở Đông Á đặc biệt là Hàn Quốc, Đài Loan và Hong Kong đã và đang hấp thụ văn hóa đại chúng Nhật Bản như âm nhạc và video trong nhiều năm sau sự phát triển lớn mạnh của nền kinh tế Nhật những năm 1980 - 1990. Nhiều bộ phim Nhật Bản, đặc biệt là phim truyền hình thì rất phổ biến ở Hàn Quốc, Đài Loan và Trung Quốc trong thế hệ trẻ hơn sau khi các bộ phim được dịch sang ngôn ngữ bản địa. Các sản phẩm điện tử và đồ ăn Nhật Bản có thể tìm thấy trên khắp khu vực Đông Á (ngoại trừ Bắc Triều Tiên) cũng như là Việt Nam và Singapore.

## Tại Hồng Kông
Kể từ thập niên 1980, loạt phim Siêu chiến đội (Super Sentai) của Nhật Bản được dịch và phát sóng đều đặn ở Hồng Kông. Các cửa hiệu nhập khẩu của Nhật như chuỗi cửa hàng bách hóa Sogo ở Vịnh Đồng La đã đưa nhân vật Hello Kitty trở thành một biểu tượng văn hóa.
Vào đầu thập niên 1990, văn hóa Nhật Bản có tác động đáng kể đến văn hóa Hồng Kông thông qua nền văn hóa đại chúng bao gồm âm nhạc và diễn xuất. Nhiều công ty giải trí của Nhật đã mở rộng hoạt động kinh doanh sang Hồng Kông để nhắm tới đối tượng chủ yếu là tầng lớp trung lưu và thế hệ thanh thiếu niên - những người mê mệt văn hóa, ẩm thực và lối sống của người Nhật, kết quả là Hồng Kông trở thành một trong những địa điểm chính dành cho việc xuất khẩu văn hóa phẩm Nhật Bản. Phương pháp tiếp cận thành công bằng marketing và hiệu quả quảng bá của những người đại diện tài năng là hai trong số các tác nhân chính góp phần lan tỏa văn hóa Nhật Bản ra đại chúng Hồng Kông trong suốt những năm 1990.

## Tại Đài Loan
Trong thập niên 1990, sau khi chính quyền Đài Loan bãi bỏ lệnh cấm văn hóa đại chúng Nhật Bản thì phim truyền hình, trò chơi điện tử, phim hoạt hình và truyện tranh Nhật Bản tiến vào Đài Loan với số lượng lớn, tạo thành ảnh hưởng to lớn đối với xã hội Đài Loan.

## Tại Hàn Quốc
Nền văn hóa Hàn Quốc từng bị các sản phẩm văn hóa của Nhật Bản như manga, phim và tiểu thuyết lấn át. Đến khi kiểm duyệt truyền thông Nhật Bản tại Hàn Quốc được nới lỏng, nhiều bộ phim Nhật cũng đã được công chiếu tại đây.
Từ tháng 2 năm 2011, nhà xuất bản truyện tranh Haksan Culture ở Hàn Quốc bắt đầu phát hành tập đầu tiên của bộ truyện tranh Đại chiến Titan bằng tiếng Hàn. Một kênh truyền hình cáp ở Hàn Quốc cũng đã phát sóng phim hoạt hình được dàn dựng theo bộ truyện tranh này. Sau khi phim phát sóng, bộ truyện đã tiêu thụ được 434.000 cuốn ở Hàn Quốc. Cách đó vài năm, bộ truyện tranh Nhật Bản Les Gouttes de Dieu đã trở thành một hiện tượng văn hóa, song lượng sách bán ra của Đại chiến Titan trong thời gian đầu còn vượt cả Les Gouttes de Dieu. Ở thị trường Hàn Quốc, những đầu sách mới chỉ tiêu thụ được khoảng 3.000 cuốn trong những ngày đầu phát hành, tuy nhiên Đại chiến Titan đã bán được hơn 50.000 cuốn. Cơn sốt Đại chiến Titan đã khiến một số kênh truyền hình Hàn Quốc dàn dựng nhiều chương trình hài nhái theo bộ truyện này, như Infinite Challenge trên kênh MBC.
Trong khi đó, tiểu thuyết mới của nhà văn Nhật Bản Murakami Haruki là Tazaki Tsukuru không màu và những năm tháng hành hương cũng thu hút được lượng độc giả đáng kể ở Hàn Quốc. Cuốn sách này đã chiếm vị trí đầu trong danh sách các tiểu thuyết bán chạy nhất Hàn Quốc suốt 5 tuần liền, kể từ khi được phát hành hồi tháng 7. Trước khi sách được xuất bản ở Hàn Quốc, nhiều nhà xuất bản nội địa đã giành nhau bản quyền in tác phẩm này, với số tiền đặt cọc lên tới 150 triệu yên. Khi sách được tung ra thị trường, người hâm mộ Hàn Quốc đã xếp hàng nhiều giờ ở các cửa hàng sách lớn ở trung tâm Seoul để có được những cuốn sách đầu tiên. Đến nay Tsukuru Tazaki đã bán được hơn 6 triệu cuốn, cao gấp 3 lần so với cuốn tiểu thuyết trước của Murakami Haruki là 1Q84.